# حيرام هاتشينسون
حيرام هاتشينسون (بالإنجليزية: Hiram Hutchinson)‏ هو صناعي أمريكي، ولد في 10 نوفمبر 1808 في Middleton, Essex ‏ في المملكة المتحدة، وتوفي في 1869.